# Савченко, Василий Петрович
Василий Петрович Савченко (14 января 1904, слобода Берёзовка Воронежской губернии — 31 марта 1971, Москва) — геолог-газовик, доктор геолого-минералогических наук, профессор, основоположник ряда направлений нефтяной и, особенно, газовой геологии и геохимии.

## Биография
После окончания рабфака в 1925 году поступил на геологоразведочный факультет Ленинградского Горного института, который окончил в 1932 году.
В 1931, будучи ещё студентом, поступил в аспирантуру Государственного Радиевого института, в которой обучался под непосредственным руководством академика В. И. Вернадского. Общение с В. И. Вернадским оказало большое влияние на мировоззрение В. П. Савченко, сказалось на его взаимоотношениях с коллегами, а впоследствии и с учениками. Руководство В. И. Вернадского на многие годы определило направление и методологию исследований в области геохимии природных газов и образования газовых залежей. В. П. Савченко постоянно выезжал на полевые работы, проводил радиометрические исследования пластовых вод на нефтяных месторождениях в Башкирии, Азербайджане, на Северном Кавказе — в Дагестане и на Кубани. Эти исследования обобщены им в работе «Месторождения радиеносных вод СССР». В начале 1930-х годов по инициативе В. Г. Хлопина, А. А. Черепенникова и Э. К. Герлинга и при активном участии В. П. Савченко были организованы массовые определения аргона и гелия в природных газах, благодаря чему были накоплены ценнейшие геохимические данные. В 1935 году за работу «Берекейские оолиты» В. П. Савченко была присуждена степень кандидата химических наук.
В 1937 году перешёл на работу в Гелиегазразведку Главнефтегаза Наркомнефти, где руководил региональными исследованиями газоносности подземных вод, результаты которых чрезвычайно важны для оценки перспектив газоносности по изучению состава и упругости растворённых газов в подземных водах.
В апреле 1942 года из блокадного Ленинграда направлен в Бугуруслан на должность главного геолога треста Бугуруслангаз в связи с созданием центра газовой промышленности в Бугурусланском районе и строительством газопровода на Москву. В 1944—1950 — главный геолог треста «Куйбышевгаз», директором которого был Н. В. Черский, в будущем академик и организатор Якутского отделения АН СССР. На Султангуловском, Садкинском, Яблоневском и других месторождениях Бугурусланского района руководил многоплановыми промысловыми исследованиями. На Султангуловском месторождении были осуществлены ставшие хрестоматийными эксперименты по изучению динамики перераспределения пластового давления: составлен первый проект разработки газовых месторождений с использованием газогидродинамики и экономики, создан научно-промышленный исследовательский полигон, ставший школой для молодых специалистов по подземной гидродинамике. В работах участвовали сотрудники Московского нефтяного института им. И. М. Губкина В. Н. Щелкачев, Б. Б. Лапук, В. А. Евдокимова.
В 1950—1956 — главный геолог, заместитель начальника Главнефтегаза Министерства нефтяной промышленности СССР. C 1956 — руководитель лаборатории гидрогеологии во ВНИИнефти. В 1957 создал лабораторию поисков и разведки газовых месторождений во ВНИИГАЗе, которой руководил до конца жизни.

## Ученики
- Михаил Яковлевич Зыкин
- А. А. Плотников

## Избранные труды[2]
- Савченко В. П. Вопросы формирования месторождений газа и нефти: доклад по опублик. работам, представл. на соискание учён. степ. д-ра геол.-минералогич. наук. — М., 1963. — 31 с. — 200 экз.
- Савченко В. П. Краткие сведения о промышленных месторождениях гелия и условиях их формирования // СССР. Гл. упр. геологич. фондов. Инструкция по учёту запасов гелия в газовых, газо-нефтяных и нефтяных месторождениях и по заполнению формы № 9 г. — М., 1957. — С. 9–15.
- Савченко В. П. Формирование, разведка и разработка месторождений газа и нефти. — М.: Недра, 1977. — 414 с. — 1700 экз.
- Савченко В. П., Козлов А. Л. Рациональные методы промышленной разведки газовых месторождений. — М., 1966.
- Савченко В. П., Козлов А. Л., Черский Н. В. Новые методы промышленной разведки и оценки запасов газовых месторождений. — М., 1959. — 55 с.
- Савченко В., Комлев Л., Мятелкин Н. Радиометрическое обследование пластовых вод нефтяных месторождений Дагестана, Кубани и Азербайджана: Отчёт по экспедиции 1931 г. // Тр. / Гос. радиевый ин-т. — 1933. — Т. 2. — С. 176–207.
- Савченко В. П., Стадник Е. В., Яковлев Ю. И. Газогидрохимические критерии поисков залежей нефти и газа. — М.: Недра, 1974. — 105 с. — 1000 экз.

## Награды
- Орден Ленина
- Орден Трудового Красного Знамени